# Libra biafreña
La libra biafreña fue la moneda de la antigua república de Biafra entre 1967
y 1970, durante los años que Biafra fue independiente. En 1970, Biafra vuelve a pertenecer a Nigeria.
Los primeros billetes de libra biafreña fueron emitidos en 1967 y eran de 5 chelines y de 1 libra. La primera serie de monedas de Biafra fue emitida en 1969 y eran de 3 y 6 peniques y de 1 y 2,5 chelines todas ellas de aluminio. 
En 1968 hubo una segunda emisión de billetes y los valores de dichos billetes fueron de 5 y 10 chelines, 1, 5 y 10 libras.